# Mercatorbuurt

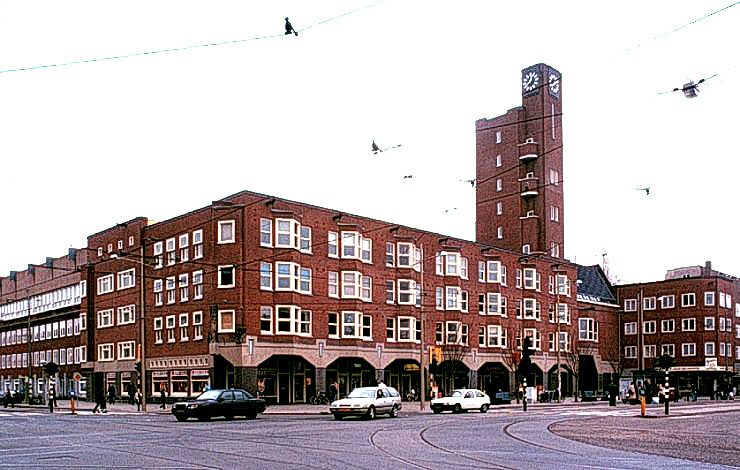
Het Mercatorplein vormt het hart van de Mercatorbuurt.

De Mercatorbuurt is een buurt in Amsterdam-West (tussen 1990 en 2010 Stadsdeel De Baarsjes). De buurt is vernoemd naar het Mercatorplein dat vernoemd is naar Gerardus Mercator (Rupelmonde, 5 maart 1512 – Duisburg, 2 december 1594) een cartograaf, instrumentmaker en graveur,
De Mercatorbuurt wordt begrensd door de Jan van Galenstraat, Admiralengracht, Postjeswetering en Orteliuskade. Het Mercatorplein vormt het hart van de Mercatorbuurt.